# Bactris coloradonis
Bactris coloradonis är en enhjärtbladig växtart som beskrevs av Liberty Hyde Bailey. Bactris coloradonis ingår i släktet Bactris och familjen Arecaceae. Inga underarter finns listade i Catalogue of Life.